# Silval Barbosa
Silval da Cunha Barbosa (Borrazópolis, 26 de abril de 1961) é um empresário e político brasileiro filiado ao Movimento Democrático Brasileiro (MDB). Foi governador do Estado de Mato Grosso entre 2010 e 2015. Eleito vice-governador em 2006, Silval assumiu o governo em razão da renúncia de Blairo Maggi, que se candidatou ao Senado Federal.

## Biografia
Veio para o Estado em 1977 e se instalou na região norte de Mato Grosso onde participou de maneira efetiva no processo de colonização de importantes cidades entre elas, Matupá, Guarantã do Norte, Itaúba, Marcelândia e Novo Mundo.
É bacharel em Direito e empresário. Seu primeiro cargo público foi como prefeito de Matupá (695 km ao norte de Cuiabá) de 1993 a 1996.

## Carreira política
Como prefeito ele foi o responsável por grandes obras que impulsionaram o desenvolvimento da região. Em 1998, se elegeu deputado estadual e em 2002 foi reeleito.
Silval Barbosa propôs diversas leis que beneficiaram diretamente o cidadão do campo e da cidade, valorizando as famílias mato-grossenses.
No ano seguinte, ele tornou-se primeiro-secretário do Legislativo de Mato Grosso (2003-2004). Em 2004 foi nomeado presidente da Mesa Diretora da Assembleia Legislativa e permaneceu no cargo de 2005 a 2006.
Na Assembleia, implantou mudanças que resultaram em uma dinamização e modernização da casa, como por exemplo o pagamento automático para servidores e fornecedores, a criação do ponto digital e o moderno sistema de credenciamento eletrônico para atendimento ao público.
Desse modo, as sessões plenárias, por sua vez, ganharam mais agilidade, autonomia e transparência com a implantação do painel eletrônico para votação. Além disso, Silval Barbosa retomou a construção da nova sede da Assembleia Legislativa e implantou o Plano Estratégico na Casa.
Em 2006, Silval Barbosa foi eleito vice-governador do Estado com 65,39% dos votos. Como vice-governador teve atuação participativa acompanhando as ações administrativas e políticas em franca cooperação com o governador Blairo Maggi e sua equipe de secretários e dirigentes do Poder Executivo.
Ele assumiu o governo por 10 vezes em períodos de ausência do governador durante suas viagens ao exterior e em férias, totalizando cerca de seis meses à frente do Poder Executivo Estadual.
Em 2009 representou Mato Grosso na Califórnia, durante o Fórum Global de Governadores sobre Clima e Florestas, que discutiu a efetivação da economia verde no planeta, aumentando o uso de energia limpa e de recursos renováveis, reduzindo a dependência dos combustíveis fósseis que agravam o “efeito estufa”.
Teve intensa participação em encontros no Congresso Nacional e na esfera do Poder Executivo Federal em Brasília, acompanhando discussões e defendendo os interesses de Mato Grosso.
Está preso na Operação Sodoma desde setembro de 2015, acusado de liderar esquema que teria exigido propina de empresários em troca da concessão de incentivos fiscais e contratos com o Estado.

### Governador
No dia 31 de março, Silval Barbosa foi empossado governador do Estado de Mato Grosso, com a desincompatibilização do então governador Blairo Maggi, que deixou o governo para disputar o Senado. Candidato à reeleição, conseguiu sua vitória ainda em primeiro turno, vencendo a Mauro Mendes (PSB) e Wilson Santos (PSDB).
Embora tenham sido concluídas algumas melhorias nos trechos perigosos na BR-163 e BR-364, não foi concluído o sonhado e atrasado VLT; a ampliação do Aeroporto Internacional Marechal Rondon. Em 2014, o ex secretário da Copa em Mato Grosso, Eder Moraes, disse que o governador de Mato Grosso, Silval Barbosa, ordenou que ele atrasasse os ritmos da obra da Arena Pantanal, a fim de comprometer o prazo original de entrega do equipamento.

## Prisão
Barbosa dirigiu Mato Grosso entre 2010 e 2014, como governador. Acabou preso sob a acusação de liderar esquema de recebimento de propina em troca de concessão de incentivos fiscais.
Em junho de 2017, a juíza Selma Arruda, da 7ª Vara Criminal de Cuiabá, autorizou a transferência do ex-governador do regime fechado para a prisão domiciliar, decisão proferida no âmbito da Operação Sodoma, levando em conta o fato de Barbosa ter confessado uma série de crimes e disponibilizado para a Justiça mais de 40 milhões de reais em bens. 
O ministro Luiz Fux, do Supremo Tribunal Federal (STF), disse em entrevista de 2 de agosto de 2017 que ainda não havia homologado a delação premiada do ex-governador peemedebista de Mato Grosso, mas adiantou que ela era "monstruosa".